# Sophia Süßmilch
Sophia Süßmilch (* 1983 in Dachau) ist eine deutsche Medienkünstlerin und Feministin.

## Leben
Sophia Süßmilch studierte zuerst Bildhauerei an der Akademie der Bildenden Künste München bei Stephan Huber, dann von 2011 bis 2013 Malerei an der Akademie der bildenden Künste Wien bei Ashley Hans Scheirl. Anschließend besuchte sie von 2012 bis 2013 die Klasse für Medienkunst bei Isaac Julien an der Staatlichen Hochschule für Gestaltung Karlsruhe (HfG).
2008 wurde Sophia Süßmilch in das Programm der Rosa-Luxemburg-Stiftung aufgenommen und erhielt 2011 ein Forschungsstipendium für die USA. 2022 wurde sie vom Institut für Moderne Kunst für das Marianne-Defet-Malerei-Stipendium ausgewählt und 2024 bekam sie das Neustart Kulturstipendium des Stiftung Kunstfonds Bonn. Ausgezeichnet wurde Sophia Süßmilch 2018 mit dem Bayerischen Kunstförderpreis und 2020 mit dem Förderpreis für Bildende Kunst der Landeshauptstadt München.
Sophia Süßmilch lebt und arbeitet in Berlin.

## Künstlerische Tätigkeit
Sophia Süßmilch arbeitet genreübergreifend in fast allen Medien. Sie schafft Skulpturen, Zeichnungen, Gemälde, Filme, Fotografien, schreibt Liedtexte und macht Performances.
In ihren Werken beschäftigt sie sich mit den großen Fragen der Menschheit – dem Sinn des Lebens, der Moral und der Liebe. Ihre Arbeiten sind humoristisch. Sie zeigt dabei Widersprüche auf und hinterfragt gesellschaftliche Regeln, zieht Vergleiche von unserer Gesellschaft zu anderen Kulturen. Die Auseinandersetzung mit weiblicher Sexualität ist in ihrer Performancekunst zentrales Thema. Sie stellt ihren eigenen nackten Körper in den Mittelpunkt vieler Arbeiten. Sophia Süßmilch bricht mit Tabus und erregt Aufsehen. Ihre Kunst polarisiert.
Für die Arbeit Everything is Beautiful and Nothing is Broken ließ sie sich gemeinsam mit ihrer Mutter in einen Berg voller Butter einpacken. In der Ausstellung Sanatorium Süßmilch bezog Süßmilch die Räumlichkeiten des Francisco Carolinum in Linz, „ihr persönliches Sanatorium“, und wohnte dort 30 Tage lang. Sie befolgte einen von ihr selbst erstellten Therapieplan. Besucher konnten die Künstlerin zu bestimmten Zeiten besuchen und mit ihr sprechen. Sophia Süßmilch lag dabei auf einer Massageliege und unterhielt sich dem Besucher, der unter der Liege lag. Die Arbeiten, die Süßmilch und ihr Team in den 30 Tagen produzierten, wurden danach in der Ausstellung gezeigt.
Süßmilch nahm mehrfach an der literarischen Veranstaltung Toter Salon an der Volksbühne Berlin teil.

## Ausstellungen und Performances
Süßmilchs Performances finden meist anlässlich der Vernissagen statt und sind während der Ausstellungen als Filme zu sehen.

### Einzelausstellungen
- 2018 Kann ich mal die Braun? im Rahmen der Ausstellung Günter Brus, Unruhe nach dem Sturm, Belvedere 21, Wien
- 2019 If you think you are a performance artist but you’re really just a meme, Tanzquartier Wien
- 2020 Bei Langeweile öfter mal das ABC aufsagen, Neue Galerie Graz, Österreich[6]
- 2021 Im Einklang mit Mutter Natur, Galerie Russi Klenner, Berlin[7]
- 2022 15 Jahre Psychoanalyse und immer noch kein Gott in Sicht, Galerie Martinez, Köln
- 2022 Wer hat Angst vorm kleinen Mann?, mit Felix Burger als der kleine Mann, Galerie Krobath, Wien[8]
- 2023 Sophia Süßmilch und das Leben nach dem Tod, Kunsthalle Leipzig
- 2023 Sanatorium Süßmilch im Francisco Carolinum Linz, Österreich[9]
- 2023 Das ABC der klugen Entscheidungen, Atelier- und Galeriehaus Defet, Nürnberg[10]
- 2024 Then I’ll huff and I’ll puff and I’ll blow your house in im Rahmen des Jahresprogramms „Kinder hört mal alle her“, Performance und Ausstellung mit Musik, Liedtexte von Sophia Süßmilch, Kunsthalle Osnabrück[11][12]
- 2024 Ist das Kunst oder Verachtung?, Galerie ASPN, Leipzig[13]
- 2025 Feminismus oder Schlägerei, Akademie Graz (mit Galerie Krobath Wien)

### Gruppenausstellungen
Auch in internationalen Gruppenausstellungen ist Süßmilch vertreten, u. a. im Bank Austria Kunstforum Wien, im Kunstpalast Düsseldorf, im Ludwig Forum für Internationale Kunst in Aachen, im Textilmuseum Augsburg, im Kunstmuseum Heidenheim, im Nordico Linz, in der Neuen Galerie Innsbruck, im Fotohof Salzburg

## Auszeichnungen
- 2018 Bayrischer Kunstförderpreis[16]
- 2020 Münchner Förderpreis Bildende Kunst[17]

## Publikationen
- Sanatorium Süßmilch, Herausgeber: OÖ Landes-Kultur, Distanz Verlag, Berlin, 2024, deutsch und englisch, ISBN 978-3-95476-598-0

## Kritik
2024 rief die CDU zum Boykott der Ausstellung Kinder hört mal alle her in der Kunsthalle Osnabrück auf, da Süßmilchs Performance Then I’ll huff and I’ll puff and I’ll blow your house in Kannibalismus thematisiert und nicht kindgerecht sei.